# Джейк Бонджові
Джейкоб Герлі " Джейк " Бонджові (народився 7 травня 2002) — американський актор та модель. Є сином музиканта Джона Бон Джові.
Джейкоб Герлі Бонджові народився 7 травня 2002 року в Нью-Джерсі та виріс у містечку Міддлтаун, Нью-Джерсі. Він є сином музиканта Джона Бон Джові та Доротеї Герлі. У нього є троє братів і сестер: Ромео, Стефані та Джессі. Він відвідував Poly Prep Country Day School у Брукліні. Бонджові відвідував школу Пеннінгтон, де грав у футбольній команді. У 2020 році він навчався в Сіракузькому університеті, але кинув його після першого курсу, щоб зайнятися акторською кар'єрою.

## Кар'єра
Бонджові дебютував у романтичній комедії «Кохані» режисера Джордана Вайсса. Зйомки проекту завершилися в серпні 2022 року У лютому 2023 року його взяли на роль у музичному фільмі Тодда Такера «Рокботтом» разом із Маккейлі Міллером і Теалою Данн. Фільм розповідає про вигадану хейр-метал-групу 1980-х років CougarSnake, лідером якої був актор Том Еверетт Скотт. Бонджові грає Джастіна — потенційного соліста, що має подолати страх перед сценою.
В якості моделі Бонджові співпрацює з William Morris Endeavour та IMG Models.
З 2021 року Бонджові перебуває у стосунках із британською актрисою Міллі Боббі Браун. В березні 2022 вони разом дебютували на червоній доріжці підчас церемонії вручення нагород BAFTA. Пара оголосила про заручини ще у квітні 2023 року, коли обидва опублікували відповідні дописи у своїх акаунтах Instagram. У квітні 2023 року Newsweek повідомляв про те, що новина про заручини швидко набула популярності. Йшлося про широке обговорення відносно молодого віку Бонджові (20) і Браун (19) на момент заручин. У травні 2024 року пара одружилася підчас закритої церемонії.

## Фільмографія
| рік      | Назва      | Роль    | Примітки |
| -------- | ---------- | ------- | -------- |
| 2024 рік | Rockbottom | Джастін |          |
| 2024 рік | Кохані     | Келлан  | [ 21 ]   |